# Ямки (Київ)
Ямки (Яма, Ямська Слобода, Голубівка) — історична місцевість Києва розташована в районі вулиці Ямської (Голосіївський район).

## Історія
Поселення Ямки згадується 1766 році як володіння Києво-Печерської лаври. Назва — від занять його жителів (тут були кузні та майстерні по виготовленню карет і ямщицького реманенту).
Було розташоване поблизу теперішньої Олександрівської лікарні (між вулицями Мечникова і Шовковичною). У 1830–40-х роках у зв'язку з будівництвом Нової Печерської фортеці його жителів переселено в район Нової Забудови, де з'явилася Ямська вулиця.